# École nationale des travaux publics de l’État
Die École nationale des travaux publics de l’État (ENTPE) ist eine französische Ingenieurschule in Vaulx-en-Velin, in der Nähe von Lyon. Sie wurde am 9. Januar 1954 gegründet. 2011 betrug die Zahl der Studierenden 761 (davon 35 % weiblich).
ENTPE ist Mitglied der Conférence des grandes écoles. Die Hochschule bildet innerhalb von drei Jahren Ingenieure aus, die danach hauptsächlich in der Bauingenieurwissenschaft arbeiten. Zum derzeitigen Direktor der Institution ist seit dem 14. Juni 2010 Jean-Baptiste Lesort bis zum 25. August 2015 ernannt worden.